# 배장기

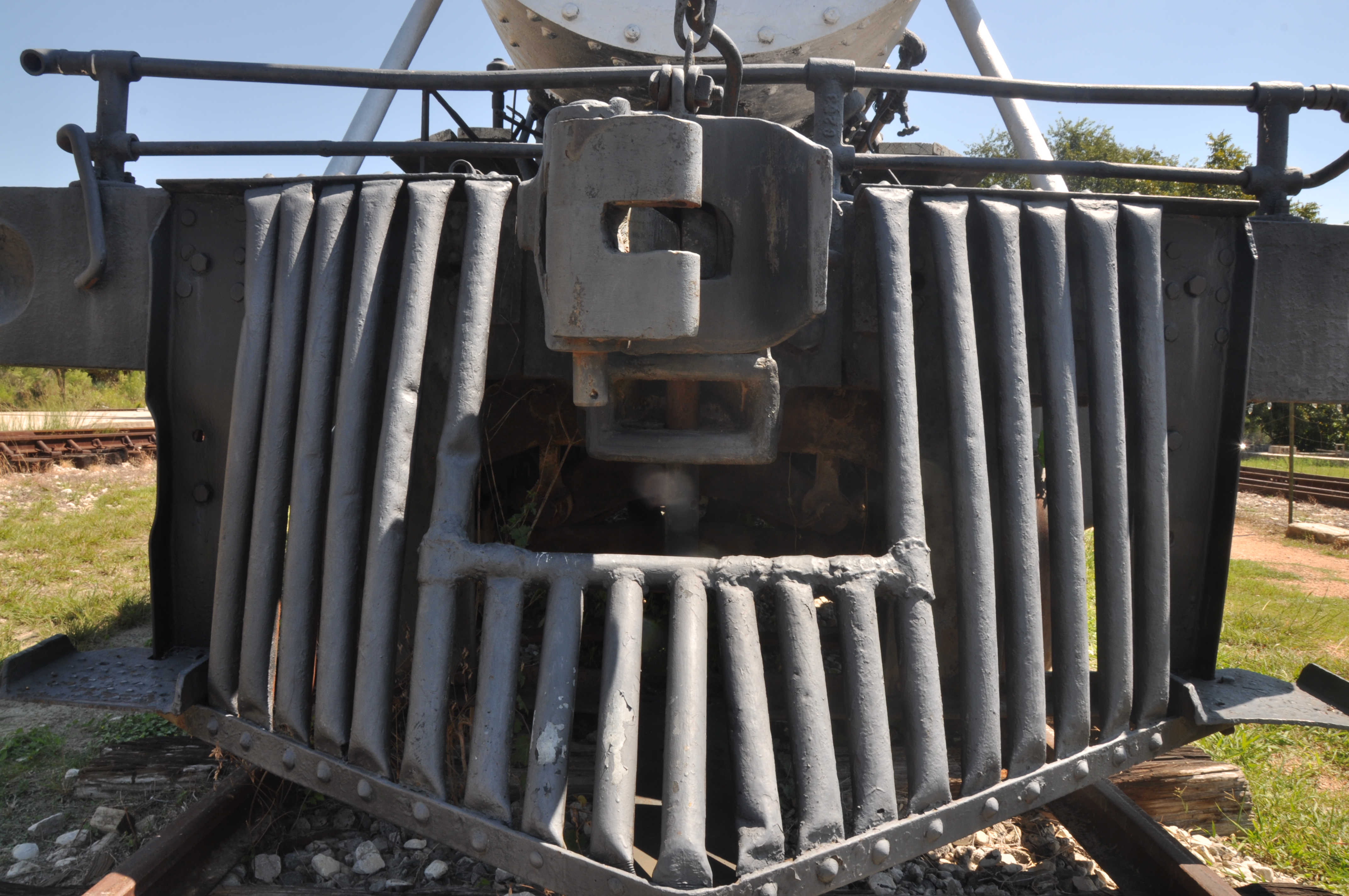
증기기관차의 배장기.

배장기(排障器, pilot) 또는 카우캐처(cowcatcher)는 기관차나 열차의 앞에 달아서 철로 위에 있을지 모르는 장애물을 제거, 탈선을 방지하는 기구이다.
영국에서는 구조대, 레일 가드 또는 가드 아이언이라고 불리는 작은 금속 막대가 바퀴 바로 앞에 제공된다. 이 장치는 레일 헤드의 주행 표면에 직접 놓인 작은 장애물을 무너뜨린다. 역사적으로 유럽의 울타리로 둘러싸인 철도 시스템은 이러한 장치에만 의존했으며 배장기는 필요하지 않았지만 현대 시스템에서는 일반적으로 배장기가 이를 대체했다.
배장기 대신 트램은 펜더(fender)라는 장치를 사용한다. 트램 선로에 있는 물체가 센서 브래킷과 접촉하면 바구니 모양의 장치가 바닥으로 내려가 장애물이 지나치는 것을 방지하고 바퀴 앞의 노면을 따라 끌게 된다.
눈 덮인 지역에서는 배장기가 제설차 역할도 한다.

## 같이 보기
- 차막이